# DB-Baureihe V 169
Die V 169 001 ist der Prototyp für Diesellokomotiven mit einer Gasturbine als Zusatzantrieb. Die Lok wurde 1965 aus der Baureihe V 160 entwickelt. Von der Baureihe V 169 hat die Deutsche Bundesbahn nur eine Lokomotive beschafft. Ihre EDV-gerechte Bezeichnung ab 1968 lautete 219 001-5.
Nach einem kompletten Umbau war sie bis 2013 ohne Gasturbine bei den Eisenbahnen und Verkehrsbetrieben Elbe-Weser als EVB 420.01 in Betrieb. Seit 2022 ist sie bei LokRapid im Einsatz.

## Entwicklung und Erprobung
Nachdem ab 1963 die Ablieferung der Baureihe V 160 in größeren Stückzahlen begonnen hatte, wurden die Planungen für weitere Prototypen zur Erprobung des zukünftigen Einheitstyps aufgestellt. Diese sollten mit einer elektrischen Zugheizung ausgestattet werden. Hierfür war mehr Motorleistung erforderlich, als die bisher in der V 160 installierten Motoren liefern konnten. Es wurden zum einen drei Exemplare der V 162 bestellt, die zusätzlich mit einem kleineren Dieselmotor, dem Heizdiesel, ausgestattet waren. Daneben wurde aber auch mit der V 169 eine Lokomotive beschafft, die zur Leistungssteigerung eine Gasturbine erhielt.
Als Gasturbine wählte man die LM 100-PA 104 von General Electric, die aber statt mit Kerosin mit Diesel betrieben werden sollte. Für die Lok wurde die Turbine in Lizenz von Klöckner-Humboldt-Deutz, kurz KHD, im Werk Oberursel (Taunus) gebaut (heute der deutsche Unternehmensteil von Rolls-Royce). So war naheliegend, dass KHD auch den Auftrag für die Lokomotive erhielt.
Das KHD-Werk in Köln lieferte am 4. Juni 1965 die V 169 001 mit der Fabriknummer 57846 ab. Danach wurde sie auf der Internationalen Verkehrsausstellung in München der Öffentlichkeit präsentiert. Anschließend hat man noch die Zugheizung vervollständigt, so dass sie erst am 29. Oktober 1965 von der DB abgenommen wurde. Ab März 1966 ging sie dann auf der Strecke München–Lindau in die Erprobung. Dafür wurde sie im Bw Kempten stationiert. Die Bauweise bei der V 169, den Generator für die Heizung mit einer Zapfwelle aus dem Strömungsgetriebe anzutreiben, hat sich hierbei bewährt und wurde für spätere Serienlokomotiven der Baureihen 218 und 210 übernommen. Ebenso wurde die grundsätzliche Brauchbarkeit des Zusatzantriebs mit Gasturbine bewiesen. Dieser Antrieb wurde später analog in den Serienlokomotiven mit Gasturbine der Baureihe 210 aufgebaut, welche allerdings eine stärkere Turbine vom Typ Avco Lycoming T53-L-13 erhielten.

## Betrieb nach der Erprobung der Gasturbine
Mit dem Erscheinen der Baureihe 210 in Kempten 1971 war die leistungsschwächere 219 001-5 auf der Strecke München–Lindau überholt. Als 1974 die Gasturbine einen Schaden der Brennkammer erlitt, wurde sie ausgebaut. Der Dieselmotor wurde auf 1400 kW (1900 PS) gedrosselt. Die Heizanlage der Lok wurde ebenfalls stillgelegt. Mit diesen Umbauten konnte die Lokomotive in Kempten nicht mehr verwendet werden. Die Lok kam ab 1975 als reine Güterzuglok zum Bahnbetriebswerk Gelsenkirchen-Bismarck und wurde bis Fristablauf am 25. November 1977 dort eingesetzt. Oft war sie an der Spitze von Übergabezügen ins niederländische Grenzgebiet zu sehen; hier war sie regelmäßig auf der Strecke nach Winterswijk im Einsatz. 1978 wurde die Lok bei der DB ausgemustert und war dann bis 1985 in Bremen ungeschützt abgestellt. Die Lok wurde dann an ein Gleisbauunternehmen in Italien verkauft, aufgearbeitet und meist zwischen Rom und Neapel mit der Bezeichnung T1591 eingesetzt.

## Umbau und Betrieb bei deutschen Privatbahnen
Durch die deutsche Bahnreform waren preiswerte gebrauchte Lokomotiven mit einer Zulassung für Deutschland recht begehrt. So holte die Firma Railimpex die V 169 nach Deutschland zurück und ließ sie bei der Firma Gmeinder in Mosbach aufarbeiten. Im Dezember 1998 traf sie dort ein. Die Aufarbeitung umfasste den Austausch des Maybach-Dieselmotors gegen einen Caterpillar-Motor, eine Überarbeitung des Strömungsgetriebes und den Einbau einer neuen Verkabelung. Die Aufarbeitung war am 6. April 2000 abgeschlossen. Die ehemalige Bahngesellschaft Waldhof in Mannheim, kurz BGW, kaufte die Lok für ihren Güterverkehr und bezeichnete sie als DH 280 01. Sie wurde im grün-grauen Farbschema der BGW lackiert. Im Sommer des Jahres 2000 beförderte sie Müllzüge von Hildesheim nach Krefeld, bis sie im September wegen eines Auffahrunfalls wieder zurück zu Gmeinder für die Reparatur musste. Erst im Februar 2001 wurde sie wieder in Betrieb genommen. Danach fuhr sie unter anderem auch Kalkzüge für die BASF von Stromberg nach Ludwigshafen am Rhein. Ende Oktober 2001 wurde sie an die Eisenbahnen und Verkehrsbetriebe Elbe-Weser (EVB) verkauft und dort vor Containerzügen zwischen Hamburg, Bremerhaven und Bremen eingesetzt. Ab dem Jahr 2002 führte die EVB die Lokomotive nach ihrem neuen Nummernschema als 420 01. Die Lokomotive wurde 2013 nach einem nicht näher bekannten Unfall mit Rahmenschaden abgestellt. Seit August 2015 stand 420 01 abgestellt im Betriebswerk Bremervörde.
Die Lokomotive wurde 2021 an LokRapid in Oldenburg (Oldb) verkauft, durch den selbstständigen Lokführer Roland Sandkuhl aufgearbeitet und ist seit einer im September 2022 abgeschlossenen Hauptuntersuchung im Werk Brieske wieder vor Güterzügen im Einsatz. Die Lok befindet sich äußerlich im Auslieferungszustand.

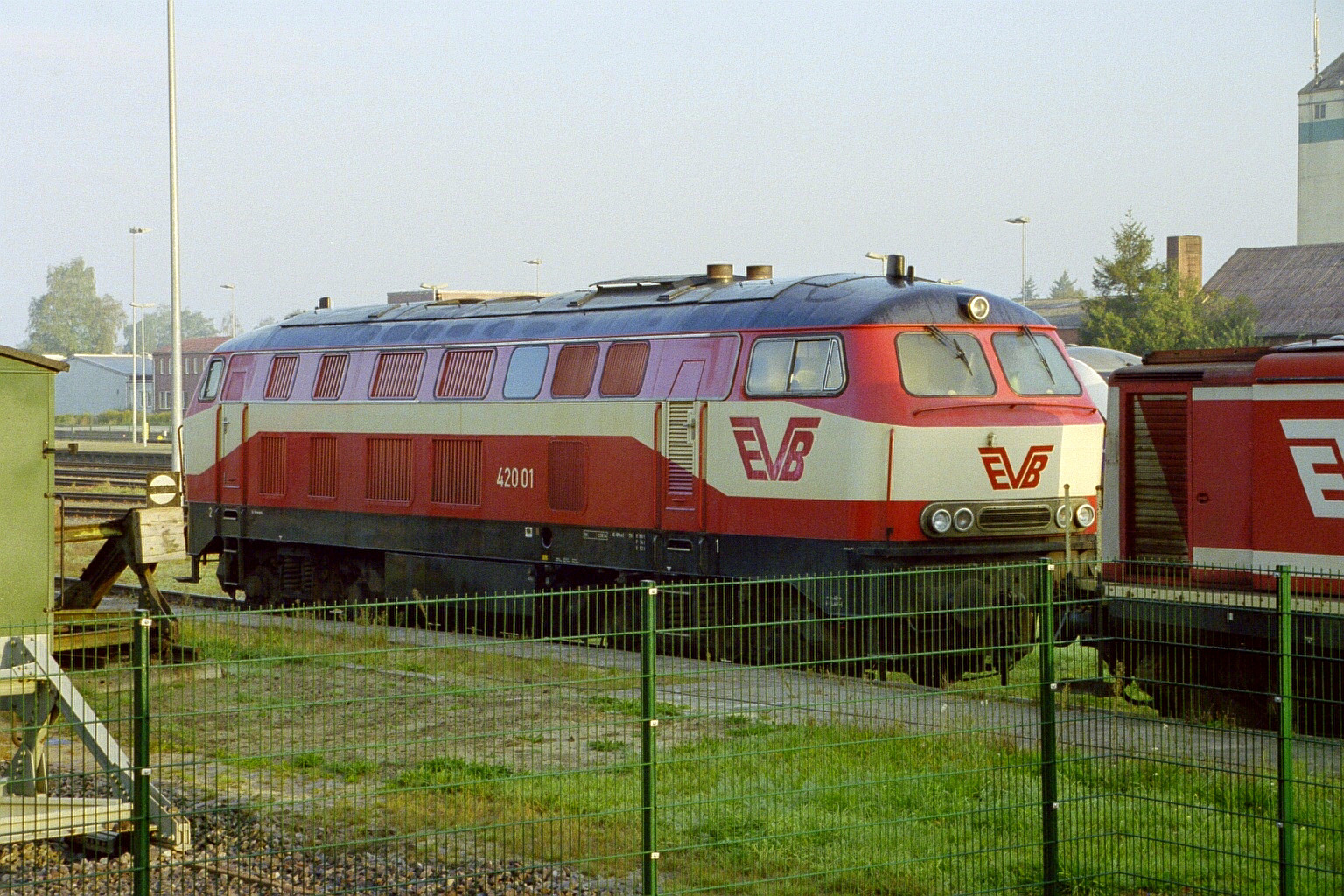
EVB 420 01 am 1. Oktober 2006 in Bremervörde
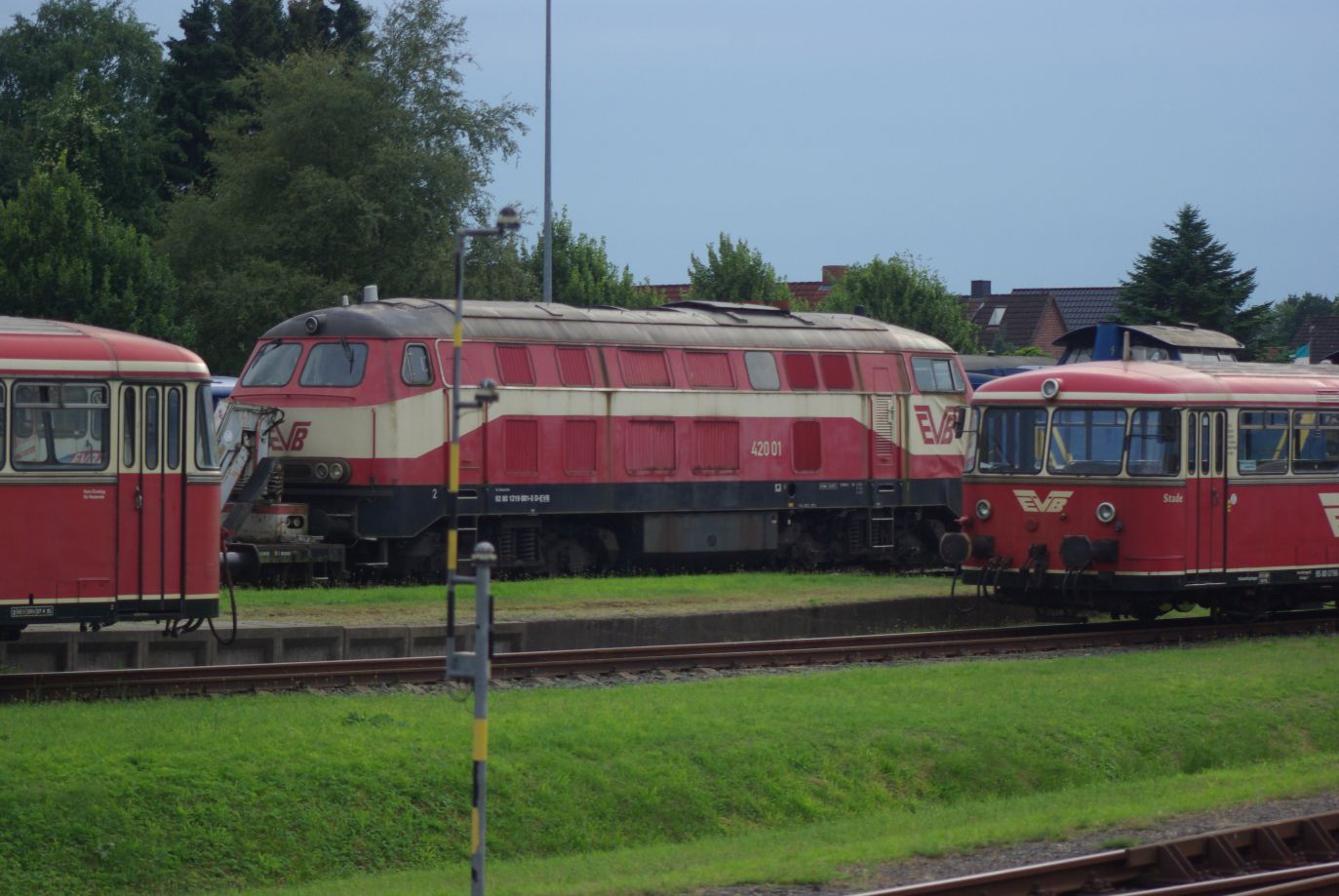
EVB 420.01 steht im Jahr 2015 abgestellt im Betriebswerk Bremervörde. Am rechten Führerstand erkennt man die Beschädigungen und Stauchungen
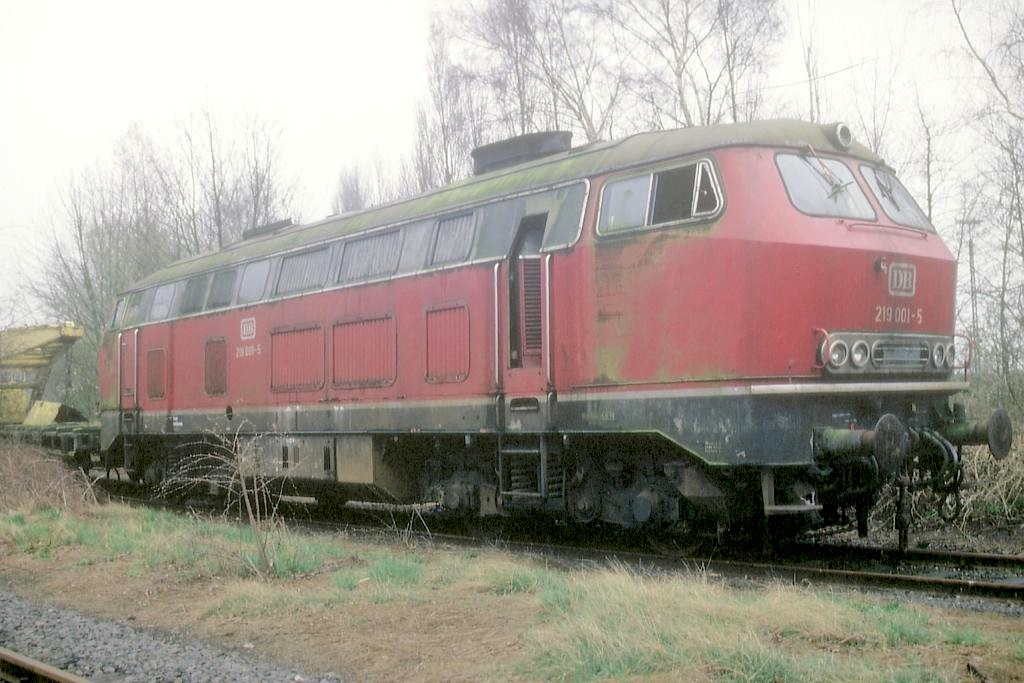
219 001 1985 ausgemustert abgestellt im Aw Bremen
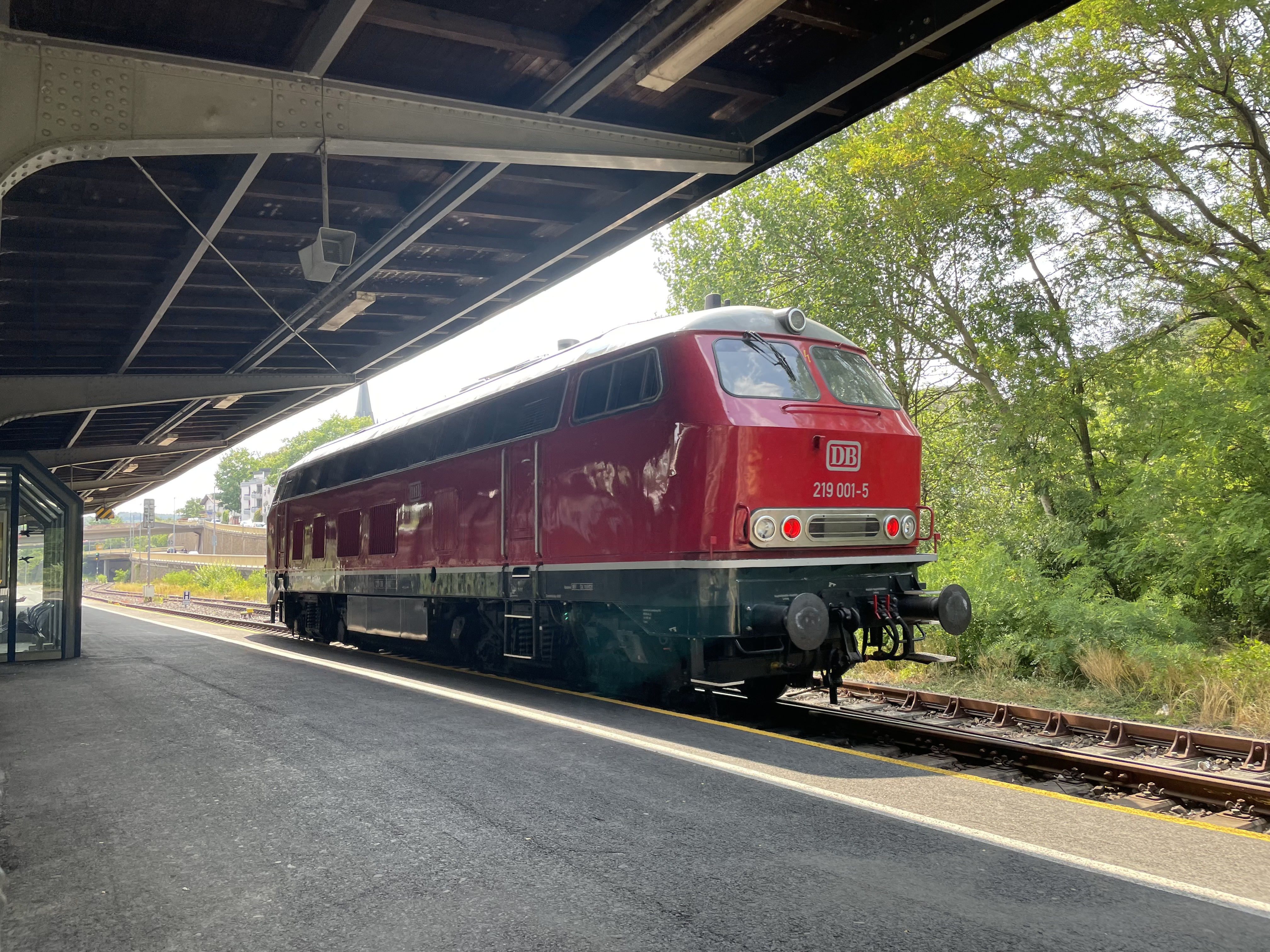
219 001-5 im restaurierten Zustand

## Rezeption
Im März 2023 sendete der NDR eine halbstündige Reportage über den Einsatz mit Sandkuhl und die Geschichte der Maschine von ihrem Bau bis in die Gegenwart. Im Oktober 2023 wurde ein zweiter Teil veröffentlicht, gefolgt von einer eigenständigen Q&A-Ausgabe im November 2023. Am 28. Oktober 2024 folgte ein dritter Teil, in dem über einen Schaden und dessen Instandsetzung sowie die Instandhaltung berichtet wird.